# Salomé Prat
Salomé Prat Monguío es una investigadora española, experta en biología molecular vegetal del Centro de Investigación en Agrigenómica y una de las responsables del grupo de investigación de la proteína que induce a la patata a producir tubérculos.
En 2009, fue elegida una de los 51 miembros de la Organización Europea de Biología Molecular (EMBO), entre quienes figuraban nueve mujeres.

## La proteína armadillo
El grupo de investigación que lidera Salomé Prat descubrió la proteína que indica a la planta de la patata en qué momento formar tubérculos. Según Prat, las primeras plantas de la patata se desarrollaban con ciclos de luz diferentes a los europeos, ya que son originarias de la zona de los Andes. Al cultivarla en Europa, dada la mayor duración del día, se dificultó la producción de tubérculos.
Esta adaptación de la patata es más vulnerable a virus, insectos y agresiones del entorno. El descubrimiento es la forma en que estas variantes recuperen la resistencia de las plantas originales.
El equipo de investigación ha bautizado a la proteína como proteína armadillo.